# Twins (Ty Segall)
Twins è il quinto album in studio del musicista e cantautore statunitense Ty Segall, pubblicato l'8 ottobre 2012.
Questo è il suo terzo album uscito nel 2012, preceduto da Slaghterhouse con la Ty Segall Band ed Hair, in collaborazione con gli White Fence. Sono stati pubblicati due singoli:
- The Hill è stato pubblicato come primo singolo dell'album insieme ad un video ufficiale.
- Would You Be My Love è stato pubblicato come secondo singolo dell'album, insieme al video di Thank God For Sinners.

## Tracce
1. Thank God for Sinners – 2:49
2. You're the Doctor – 2:01
3. Inside Your Heart – 3:40
4. The Hill – 2:39
5. Would You Be My Love – 2:16
6. Ghost – 4:14
7. They Told Me Too – 3:06
8. Love Fuzz – 3:34
9. Handglams – 3:19
10. Who Are You – 2:04
11. Gold on the Shore – 2:36
12. There Is No Tomorrow – 3:26

## Formazione
- Ty Segall - chitarra, voce
- Charles Moothart - batteria